# Huaqiao Universiteit
Huaqiao Universiteit is een openbare universiteit in Zuid-Fujian met afdelingen in Xiamen en Quanzhou. Het werd in 1960 gesticht om  overzeese Chinezen in het land van hun voorouders te onderwijzen. In Quanzhou staat de hoofdcampus. De campus in Xiamen is later gebouwd en groter dan die van Quanzhou. Deze twee stadsprefecturen zijn voor vele overzeese Chinezen in Zuidoost-Azië hun jiaxiang.
Sinds de stichting van de universiteit zijn er ongeveer 76.000 studenten op deze universiteit afgestudeerd. 36.000 hiervan zijn overzeese Chinezen. Jaarlijks studeren er ongeveer 24.000 mensen, waarvan drieduizend overzeese Chinezen zijn. Ze komen uit negenentwintig verschillende landen.
De universiteit is verdeeld in vele faculteiten: (natuur)wetenschap, techniek, economie, management, rechten, vrije kunsten, filosofie en geschiedenis.